# Rafał Jasionowicz
Rafał Jasionowicz (ur. 10 września 1939 w Brześciu) – polski artysta fotografik.

## Życiorys
W 1959 zdał maturę w Państwowym Liceum Sztuk Plastycznych we Wrocławiu, po czym rozpoczął studia w Państwowej Wyższej Szkole Sztuk Pięknych w Poznaniu. W tym okresie uczestniczył w działalności artystycznej studentów, będąc związanym głównie z poznańskimi klubami studenckimi, takimi jak Nurt i Od Nowa. Ponadto współpracował z kabaretami i teatrami studenckimi: ST Nurt, Pegazik, Pegaz, Od Nowa, Ramzesik, Dwururka i Poznański Kabaret Piosenki. W 1965 roku uzyskał dyplom z architektury wnętrz w pracowni prof. Cieślińskiego. W tym samym roku rozpoczął pracę w Państwowym Liceum Sztuk Plastycznych w Poznaniu, zaś w 1966 w Ośrodku Projektowania Opakowań Szklanych na stanowisku plastyka–projektanta. Od 1972 roku współpracował z różnymi instytucjami (m.in. Estrada Poznańska, TVP3 Poznań), teatrami (Teatr Polski w Poznaniu) i wydawnictwami. W 1971 roku otrzymał Nagrodę Ministra Kultury i Sztuki w dziedzinie projektowania opakowań i został przyjęty do Związku Polskich Artystów Fotografików (ZPAF). Przez wiele lat fotografował artystów polskiej sceny muzycznej i teatralnej. Zajmuje się m.in. ilustracją, plakatem, projektowaniem grafiki książkowej i okładek płyt, znaków firmowych, a także wzornictwem przemysłowym, rysunkiem satyrycznym, karykaturą, fotografią reklamową oraz teatralną. Brał udział w około 100 wystawach zbiorowych i indywidualnych. Zdobywał nagrody w konkursach za plakaty i opakowania. W 1995 roku rozpoczął pracę w Akademii Sztuk Wizualnych w Poznaniu jako wykładowca grafiki, fotografii i rysunku. Został odznaczony: Odznaką Honorową Miasta Poznania, Odznaką Zasłużonego Działacza Kultury, Medalem Opiekuna Miejsc Pamięci Narodowej, oraz Złotą Odznaką ZSP. 

## Życie prywatne
Mąż Barbary z którą ma córkę Rafaelę, która również studiowała na Akademii Sztuk Pięknych w Poznaniu.

## Wybrane nagrody i wyróżnienia
- 1964: I nagroda za plakat Ziemia Lubuska (Poznań)
- 1970: wyróżnienie za najlepszy plakat Poznania, IV kwartału 1970 roku: Wielkopolska w monetach i medalach
- 1970: II nagroda, Złocisty Jantar (Gdańsk)
- 1971: Nagroda Ministra Kultury i Sztuki w dziedzinie projektowania opakowań
- 1971: Nagroda specjalna MKiS za projekty opakowań (Międzynarodowe Targi Poznańskie)
- 1977: I nagroda za plakat 22 lipca (Katowice)

## Wybrane wystawy
- Ogólnopolska Studencka Wystawa Malarstwa i Grafiki (Warszawa, 19.12.1963)
- I Międzynarodowa Wystawa Płyt Gramofonowych (Elbląg, 1965)
- Wystawa Fotokinotechnika – Międzynarodowe Targi Poznańskie (Poznań, 1978)
- Wystawa indywidualna: Projekty kopert płytowych – Intersonic (Poznań, 1979)
- Wystawa fotografii: Jasionowicz – Kowaliński – Stanisławski (Galeria ZPAF – Kraków, 1983)
- Wystawa indywidualna: Artyści Polskiej Estrady (Galeria w Ratuszu – Kutno, 2005)
- Wystawa fotografii: Artyści Teatrów Poznańskich – lata 70/80 (Galeria „Bekos” – Poznań, 2007)
- Wystawa indywidualna fotografii: Natura – Niebo – Ziemia (Galeria Muzeum Regionalnego – Stęszew, 2009)
- Wystawa indywidualna: Królowa śniegu (Pracownia-Muzeum Kraszewskiego – Poznań, 22 stycznia 2025– 7 marca 2025)[1]

## Wybrane okładki płyt lub zdjęcia wykorzystane na okładkach płyt[2][3]
- Halina Frąckowiak – Geira (1977)
- Ergo Band i Grażyna Łobaszewska – Ergo Band, Grażyna Łobaszewska (1978)
- Zdzisława Sośnicka – Raz Na Jakiś Czas / W Każdym Moim Śnie (1979)
- Halina Żytkowiak – Jestem tylko dziewczyną (1979)
- Krzysztof Krawczyk – Dla mojej dziewczyny (1979)
- Krzysztof Krawczyk – Don't Lave Me (1979)
- Marianna Wróblewska – Odpowiednia dziewczyna (1980)
- Urszula Sipińska – Są Takie Dni W Tygodniu / Kolorowy Film (1980)
- Gang Marcela – Country & Eastern (1983)
- Gang Marcela – Tyle złamanych serc (1984)
- Różni wykonawcy – Music From Poland At MIDEM '85 (1985)
- Eleni – Muzyka twoje imię ma (1985)
- Alex Band – Alex Band i przyjaciele (1985)
- Wojciech Skowroński – Fortepian i ja (1986)
- Różni wykonawcy – Music From Poland At Midem '86 (1986)
- Jerzy Różycki – Samotny Gangster (1987)
- Krzysztof Krawczyk – Kolędy i pastorałki (1987)
- Gang Marcela – Kolędy i pastorałki (1989)
- Wojciech Korda, Dariusz Kozakiewicz – Radości i smmutki. Pamięci Ady... (1991)
- Zdzisława Sośnicka – Taki dzień się zdarza raz (2015)
- Krzysztof Krawczyk – Pamiętam ciebie z tamtych lat (2015)
- Wojciech Skowroński – Rock and roll i ja. Nagrania archiwalne z lat 1973–1979 (2020)
- Krzysztof Krawczyk – Kolędy i pastorałki (2021)